# Czubajeczka czerwonopochwowa

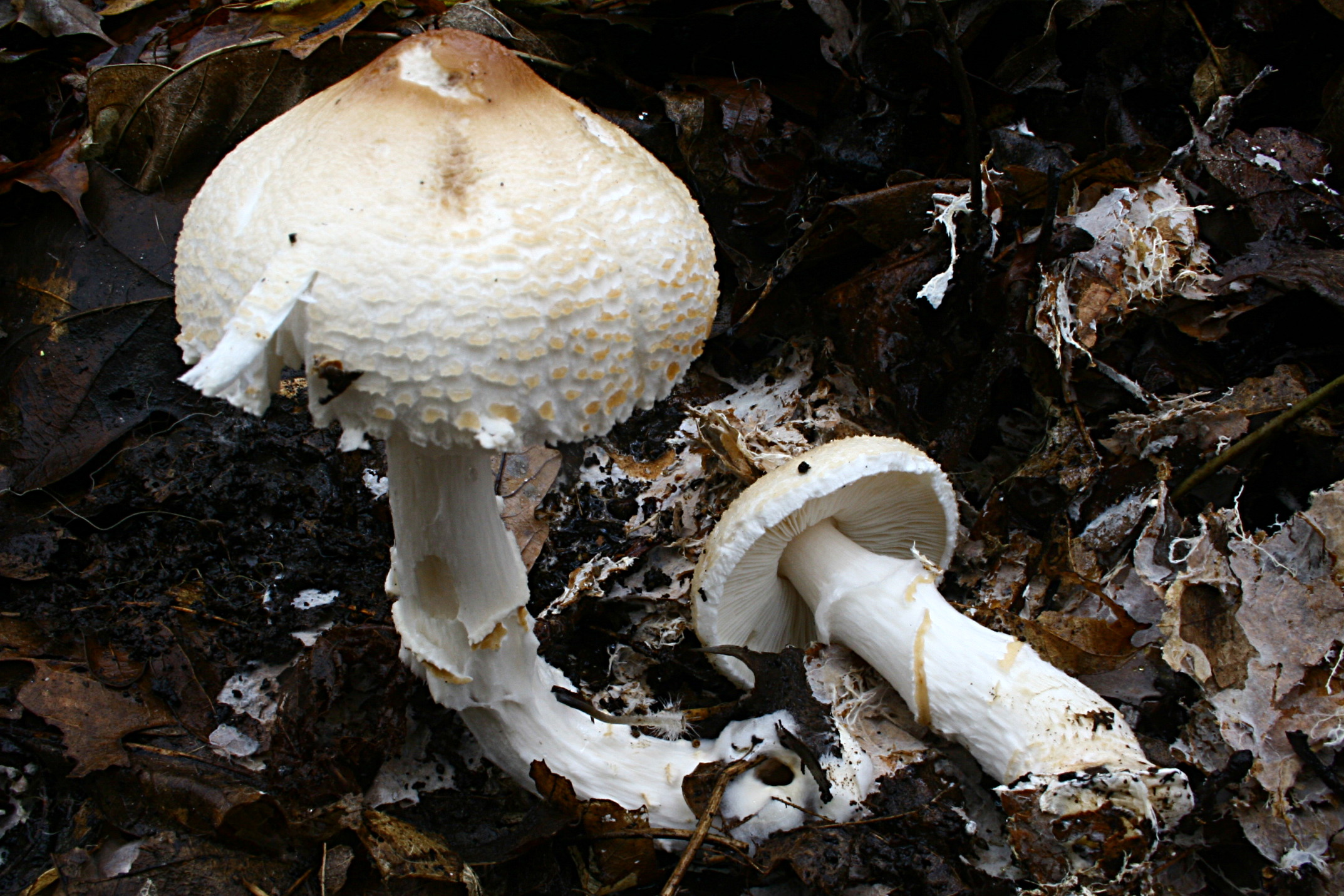

Czubajeczka czerwonopochwowa (Lepiota ignivolvata Bousset & Joss. ex Joss.) – gatunek grzybów z rodziny pieczarkowatych (Agaricaceae).

## Systematyka i nazewnictwo
Pozycja w klasyfikacji według Index Fungorum: Lepiota, Agaricaceae, Agaricales, Agaricomycetidae, Agaricomycetes, Agaricomycotina, Basidiomycota, Fungi.
Nazwę polską zaproponował Władysław Wojewoda w 2003 r.

## Morfologia
Kapelusz
Średnica 4–10 cm. Młody – półkulisty lub tępostożkowaty, potem łukowaty, w końcu płaskowypukły, na środku tępo wybrzuszony. Brzeg długo pozostaje podwinięty. Powierzchnia  gładka, o barwie od ochrowej do czerwonobrązowej, w kierunku brzegu koncentrycznie łuskowata. Łuski o barwie od kremowej do ochrowej na białawym podłożu.
Blaszki
Wolne, szerokie, początkowo białe, potem od zarodników przyjmujące kremową barwę. Ostrza równe lub płatowate.
Trzon
Wysokość od 6 do 11 cm, średnica od 0,8 do 1,5 cm, walcowaty, początkowo pełny, potem pusty. Posiada białawy, włóknisty pierścień. Powyżej pierścienia powierzchnia jest biała i gładka, poniżej biaława do brązowawej, pokryta brązowawymi łuskami. Nasada trzonu u starszych owocników, oraz po uszkodzeniu pomarańczowa.
Miąższ
Biały, o nieprzyjemnym w smaku i aromatycznym zapachu, podobnym do zapachu czubajeczki cuchnącej.
Cechy mikroskopowe
Zarodniki typu amerokonidium, elipsoidalne, gładkie, o rozmiarach 9–12 × 5–6 µm, amyloidalne.

## Występowanie i siedlisko
Czubajeczka czerwonopochwowa znana jest w niektórych krajach Europy. W Polsce do 2003 r. w piśmiennictwie naukowym podano tylko jedno stanowisko (Wzgórza Tynieckie w Krakowie, B. Gumińska, 1992). Czubajeczka rosła w lesie mieszanym, wśród liści na wapiennym podłożu. Rozprzestrzenienie w Polsce i stopień zagrożenia nie są znane. Znajduje się na listach gatunków zagrożonych w Niemczech, Danii, Anglii i Szwecji.
Siedlisko: lasy liściaste i mieszane, zwłaszcza bukowe i na wapiennej glebie. Owocniki na ziemi, od lipca do listopada.

## Gatunki podobne
Czubajeczka brzuchatozarodnikowa (Lepiota magnispora) ma kapelusz o barwie od pomarańczowej do pomarańczowobrązowej i tej samej barwy łuski. Czubajeczka tarczowata (Lepiota clypeolata) odróżnia się białawym i silnie łuskowatym trzonem. Podobna jest i ma podobny zapach także czubajeczka cuchnąca (Lepiota cristata), ale nie posiada pierścienia. 